# Bactromyia pieridis
Bactromyia pieridis är en tvåvingeart som beskrevs av Louis-Paul Mesnil och Abdul Rassoul 1972. Bactromyia pieridis ingår i släktet Bactromyia och familjen parasitflugor. Inga underarter finns listade i Catalogue of Life.